# 天むす
天むす（てんむす）とは、海老の天ぷらを具にしたおにぎり。三重県発の名古屋めしの一つとして知られる。

## 概要
発祥店は三重県津市の繁華街大門 の「千寿」である。
現在は主に尾を取ったアカシャエビ（サルエビ）の天ぷらが使用されているが、ごく初期の段階ではエビの種類もアカシャエビではなく、尾も付けたまま揚げたものが使用されていた。
具はエビのみの場合が多いが、一部の店では、エビと小さめの野菜でかき揚げにして入れている。
津市の「千寿」の天むすは具の天ぷらがおにぎりの中に入っていて外から見えないタイプであるが、全国的には名古屋の「地雷也」に代表されるおにぎりの上部に具の天ぷらが見えているタイプのものが多い。
味としては「千寿」はエビ天が塩味で形はおにぎり全体が大きめ、「地雷也」などはえび天が醤油ベースの味付けでおにぎりの全体サイズも1口サイズになっている。

## 歴史

### 発祥

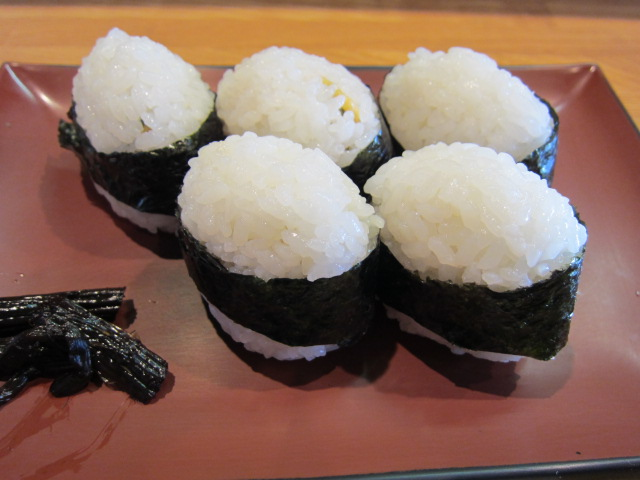
「千寿」の天むす（津市）

1950年代に、三重県津市大門にある天ぷら定食店「千寿」の賄い料理として考案されたのが始まりである。昭和30年代の初め、初代水谷ヨネが忙しくて夫の昼食を作る暇がない折に、車えびの天ぷらを切っておむすびの中に入れたのが発想のきっかけで、その後味付などを試行錯誤し、常連客向けの裏メニューとして振舞うようになったとされる。好評を得た天むすは「千寿」の正式なメニューとなり、1959年（昭和34年）頃に天むす専門店となった。1965年（昭和40年）、天むすを商標登録する。

### のれん分け
1980年（昭和55年）、愛知県名古屋市中区大須の藤森時計店が本店の事業展開により、移転する。土地と店舗が空いたため、妻の藤森晶子は新たな商売を開こうと考える。そんな時、思い出したのが娘が幼い頃、海水浴に連れて行った津で偶然食べた「千寿」の天むすであった。藤森は早速「千寿」を訪れ水谷夫妻に天むすの作り方を伝授してもらえないかと願い出るが、あえなく断られてしまう。だが藤森はあきらめず、「千寿」の店舗だけではなく水谷夫妻の自宅にまで通うなどし、一ヶ月に亘る交渉を続けた結果、根負けした水谷夫妻から、天むすを世間に広めないことを条件に、作り方の伝授とのれん分けの承諾を得た。こうして1981年（昭和56年）に開店したのが名古屋の「千寿」である。

### 全国区へ
開店の際には津から水谷夫妻も駆けつけ 、順調な滑り出しを見せたかのように見えた名古屋の「千寿」だが、店舗は前述した時計店を改装しただけの小さなもので、天むす自体の知名度が全くないことに加え、水谷夫妻との約束から宣伝もせず天むすのみの製造販売だったことから、当初は全く客足が伸びず営業的に苦戦した。天ぷら店だと思って来店した客が、メニューに天むすしかないことを知るとそのまま帰ってしまうこともしばしばだった。
しかし1982年（昭和57年）になり、「土曜9時ハンただ今参上!」（中部日本放送）で紹介されると、それをきっかけに名古屋地区で話題となり、午前中だけで4,000個を売る日も現れるようになる。
そんな中、当時名古屋をもう一つの活動拠点としていた笑福亭鶴瓶がその評判を聞きつけ来店。天むすを味わった鶴瓶はその味を気に入り、名古屋から次の現場への移動の際には必ず手みやげとして大量に購入して持ち込むようになる。これがきっかけとなって、天むすは東京のテレビ局関係者の間でも評判となり、マスコミもこぞって話題に取り上げるようになっていく。こうして天むすは、全国的に知名度を上げていく結果となった 。

### 現在

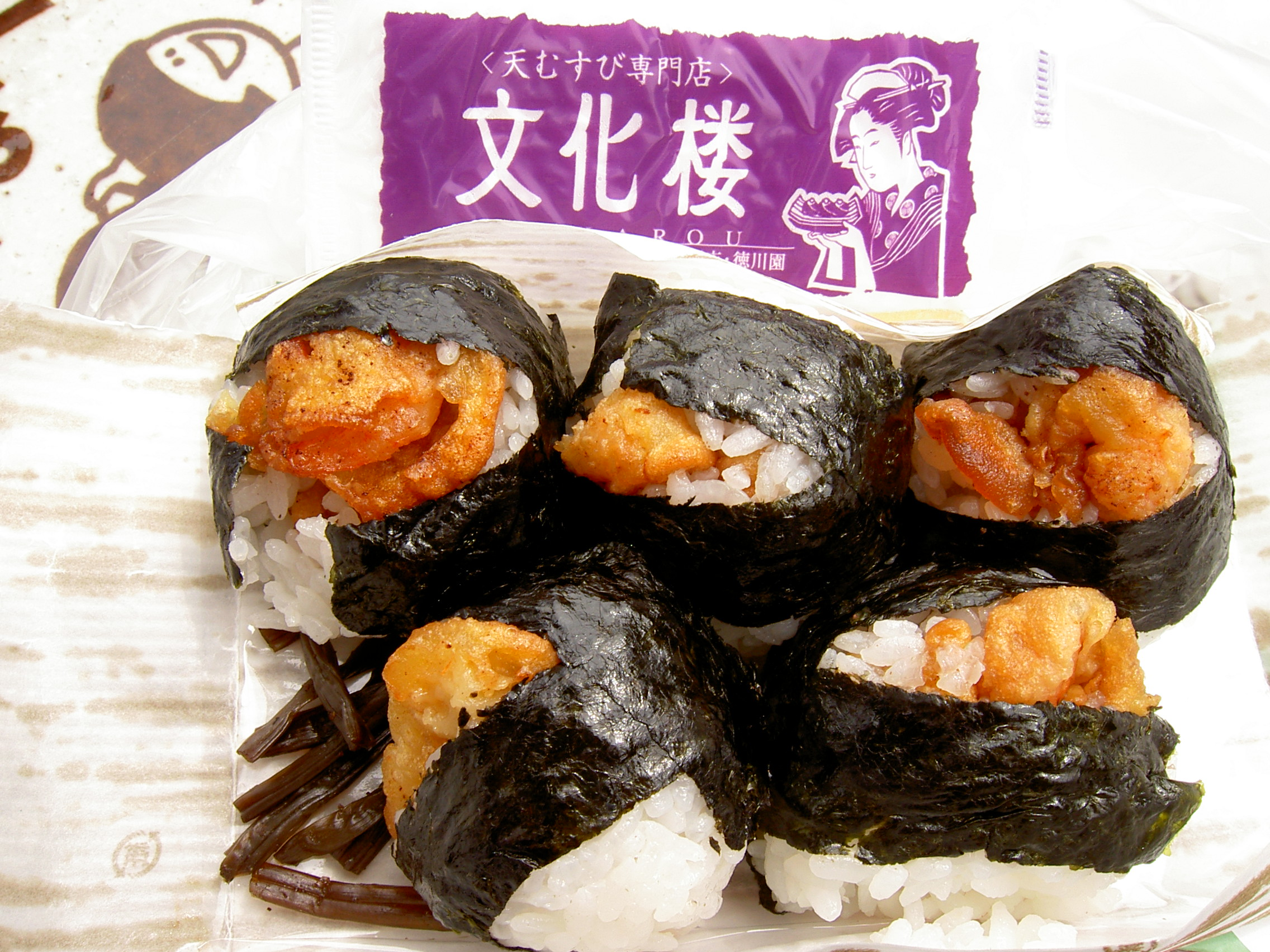
天むすび専門店「文化楼」の天むす（清須市）

天むすが全国的に知名度を上げていったことで、天むすを提供する店や業者は爆発的に増えていった。その中でも、藤森は社名を「藤森時計店」のままにして、全国的な展開の誘いなども断り続けた。現在は、名古屋市周辺でのみ数店舗を展開している。
また津の「千寿」も現在では天むす専門店となっており、名古屋の「千寿」同様全国展開はしていない。ただし、東京の飲食ベンチャー企業「日本ダイニングサービス」が、松阪市内の工場で製造した天むすを「千寿本店謹製元祖天むす」として、松阪市内や三重県内の近鉄主要駅構内に加え、名古屋市内の直営店舗で販売している 。
津の「千寿」も名古屋の「千寿」も、「めいふつ天むす 千寿」という店舗看板や包装紙に示される店名ロゴも非常に似ているものが使用されているが、それぞれの差異を明らかにするため、津の「千寿」のロゴには「元祖」の文字が付されている。また名古屋の「千寿」が茶色の包装紙なのに対して、津の「千寿」は若草色の包装紙を使用している。
名古屋の「地雷也」のように、東京や大阪でも販売展開している店があるほか 、コンビニやおにぎり専門店を含む弁当店などでも販売されていることが多く、現在ではほぼ全国的に味わうことが出来るおにぎりとなっている。また、名古屋名物であることが先に浸透したが、近年、津の発祥であることも広く知られるようになってきている。

## 商標
先述の「千寿」によるものの他、天むすに関連する商標がこれ以外に多数登録されている。

## 備考
- アカシャエビ（サルエビ）は体長12センチほどのエビであり、夏が旬である。
- 一口ほどの大きさで食べやすく、冷めても味が落ちにくいため、「天むす弁当」としても売られている。
- 付け合せは、沢庵漬け等の漬物ではなく、きゃらぶきである場合が多い[3]。発案者の夫が沢庵が嫌いだったからという[3]。
- 三重県伊勢市には、海老の天ぷらを海苔巻きにした「天巻き」がある。長らく伊勢市のみで食べられていたが、近年では県内全域にも広まりつつある。ちなみに、全国展開している回転寿司チェーンなどでも海老天巻きを提供する店が多く、県外の他の地域でも同様の海苔巻きを提供する店が存在するが、これらが伊勢市の天巻きに由来するものなのかは定かではない。